# Dicranomyia (Dicranomyia) dorrigensis
Dicranomyia (Dicranomyia) dorrigensis is een tweevleugelige uit de familie steltmuggen (Limoniidae). De soort komt voor in het Australaziatisch gebied.